# Munib Junan
Munib Junan (Jeruzsálem, 1950. szeptember 18. –) (angolul: Munib Younan, arabul: منيب يونان) Jordánia és a Szentföld evangélikus egyházának püspöke, a Lutheránus Világszövetség elnöke.
1950. szeptember 18-án született Jeruzsálemben. Finnországban tanult teológiát. 1998 januárjában szentelték püspökké.
2010. július 24-én megválasztották a Lutheránus Világszövetség elnökének.